# 托登多夫
托登多夫是德国石勒苏益格－荷尔斯泰因州的一个市镇。总面积12.81平方公里，总人口1130人，其中男性569人，女性561人（2011年12月31日），人口密度88人/平方公里。